# Marimar
Marimar ist eine mexikanische Telenovela, die 1994 von Inés Rodena erstellt und von Veronika und Valentin Pimstein für Televisa produziert wurde.             
Die Protagonisten sind Thalía (Marimar) und Eduardo Capetillo (Sergio), während Chantal Andere (Angélica) die Antagonistenrolle übernahm.
Die Telenovela wurde 1997 auf RTLplus ausgestrahlt und danach 2006 im Pay-TV auf Passion wiederholt.

## Handlung
Marimar ist ein armes, junges und ungebildetes Mädchen, das bei seinen Großeltern in der Hütte am Strand lebt. Doch als sie sich in einer Notlage befand und Nicandro sie fast vergewaltigt hat, kam Sergio (der Sohn des wohlhabenden Bauern Renato Santibáñez) und rettete sie. Marimar verliebt sich in ihn. Doch Sergio nutzt ihre Liebe aus, um seinen Vater und seiner Stiefmutter Angélica eins auszuwischen, und heiratet Marimar. Angélica hasst Marimar wegen ihrer Unschuld und mangelnden Wissens über die Welt und will sie loswerden. Als Sergio davon Wind bekommt, möchte er weggehen und Geld verdienen, um ein sicheres Haus für Marimar zu kaufen und damit sie weit weg von Angélica bleibt. Doch Angélica erzählt der Polizei, dass Marimar ihr Armband gestohlen hätte, woraufhin Marimar ins Gefängnis kommt. Dann schreibt Angélica einen falschen Brief an Marimar und gibt ihn als Sergios aus; darin steht, dass er nichts mehr mit ihr zu tun haben möchte und sie niemals geliebt hat. Angélica schickt Nicandro (den Hausdiener) zur Hütte, um sie zu verbrennen und um die Großeltern zu töten. All das und die Auswirkung des Todes der Großeltern bringt Marimar auf Rache.
Nach der Entlassung geht Marimar mit Padre Porrez (der Pfarrer) nach Mexiko, um nach Arbeit zu suchen. Als sie schließlich bei Gustavo Aldama Arbeit findet und sie ihn an seine Tochter erinnert, bringt er ihr Lesen, Schreiben, eloquent Sprechen und sich elegant Kleiden bei, worauf er schließlich herausfindet, dass sie schwanger ist.
Da sie jetzt alles gelernt hat, besinnt sie sich auf ihre Rache an den Santibáñez. Schließlich findet sie heraus, dass Gustavo Aldama ihr leiblicher Vater ist. Um sich zu tarnen, gibt sie sich als Bella Aldama aus. Kurz nachdem Gustavo seine Anteile seiner leiblichen Tochter Marimar überschrieben hat, stirbt er. Dann bekam sie ihr Kind und nannte es nach ihrer Großmutter (Cruzéta).
Inzwischen ist sie die Besitzerin des Clubs ihres verstorbenen Vaters und will sich weiter an ihre Rache halten. Sie will die Hacienda Santibáñez an sich binden. Auch Angélica hat inzwischen einen Sohn geboren. Als Sergio erfährt, dass Marimar nicht mehr in San Martin de la Costa ist, stellt er seine Eltern zur Rede. Doch die behaupten, dass sie keine Ahnung haben und dass ihre Großeltern ums Leben gekommen sind. Sergio beginnt sich zu fragen, ob Bella vielleicht doch Marimar ist. 
Renato arbeitet inzwischen für Bella (Marimar) und rät Angélica, mit ihm nach Mexiko zu gehen. Doch als Angélica auf Bella trifft, ist sie schockiert, denn die Ähnlichkeit ist verblüffend. Auch Sergio ist inzwischen mit Natalia liiert und will sie heiraten. Doch als Bella ihn darauf anspricht, gesteht sie ihm versehentlich, dass er bereits verheiratet ist, worauf er wieder Zweifel bekommt, ob sie tatsächlich Bella ist. Schließlich kommt ihre wahre Identität ans Licht und Sergio ist sauer auf sie und will seine Tochter. Derweil plant Marimar eine große Überraschung für Angélica. Sie soll die Schuldscheine, die sie für ihren Sohn brauchen, der gerade im Koma liegt, mit ihren Zähnen aus dem Schlamm rausholen (genau wie sie früher das Armband aus dem Schlam holen musste), worauf Angélica ebenfalls auf Rache sinnt. Inzwischen hat Marimar die Hazienda an sich gebunden und wirft Angélica raus. Doch kurz danach stirbt Angélica bei einem Autounfall an ihren Brandverletzungen, worauf Renato auf Rache für Angélica sinnt. Doch Sergio, der inzwischen mit Innocenzia verheiratet ist, steht an Marimars Seite, weil er sie noch liebt und sie zurückgewinnen will. Als Marimar schließlich erfährt, dass nicht Sergio, sondern Angélica den Brief an sie geschrieben hat, ist Marimar erleichtert und heiratet Sergio und sie leben glücklich bis an ihr Lebensende.